# Forte de Santo António de Simbor

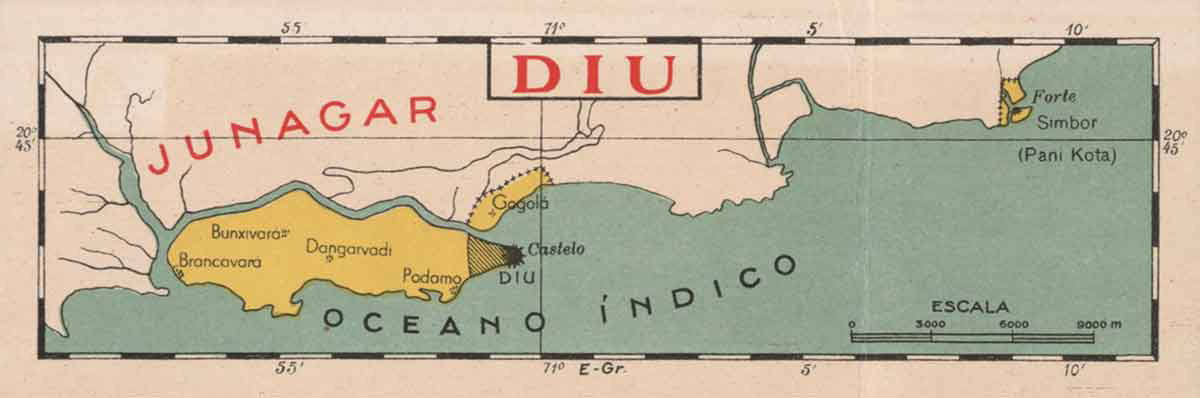

O Forte de Santo António de Simbor, também referido como Forte do Mar ou Forte de Pani-Kota, localiza-se em uma pequena ilha na enseada de Simbor, a cerca de 25 quilómetros a leste de Diu, na Índia.
Era uma fortificação portuguesa subordinada ao distrito de Diu e defendia a aguada das embarcações naquele trecho do litoral.

## História
No contexto do processo de independência da Índia o forte sofreu uma invasão por volta de 1954 quando da ocupação dos enclaves de Dadrá e Nagar-Aveli, sendo os invasores expulsos.
Na tarde do dia 19 de Dezembro de 1961, após o ato de rendição de Diu na manhã do mesmo dia, o Adjunto do Agrupamento acompanhou as tropas da União indiana que foram ocupar Simbor. A guarnição deste pequeno forte, doze homens, chegou a Diu na manhã de 20 de Dezembro.

## Características
O forte apresenta planta no formato de um quadrado com muralhas de pedra e em seu interior erguem-se os restos de uma capela primitivamente sob a invocação de Santo António.